# Seventeen or Bust
Seventeen or Bust («Семнадцать или провал») — это проект добровольных вычислений по отысканию простых чисел вида k · 2n + 1 для семнадцати различных значений k, которые позволят доказать, что 78 557 является минимальным числом Серпинского. Проект стартовал в марте 2002 года, в апреле 2016 года после потери сервера данных был поглощен проектом PrimeGrid и стал его подпроектом. К 2025 году из семнадцати  значений k, которые нужно проверить, осталось лишь пять: 21 181, 22 699, 24 737, 55 459 и 67 607.

## История
В 1962 году Джон Селфридж доказал, что 78 557 — число Серпинского. Кроме того, в 1967 году он и Вацлав Серпинский предположили, что 78 557 является наименьшим числом Серпинского. Однако это предположение до сих пор является гипотезой. Чтобы её подтвердить, необходимо доказать, что числа, меньшие 78 557, не являются числами Серпинского, то есть для каждого нечётного числа k < 78 557 нужно найти число n, при котором значение k · 2n + 1 является простым числом. Когда проект стартовал, это было уже сделано для всех значений k кроме семнадцати, отсюда произошло название проекта — «Семнадцать или провал». 
Если проекту удастся найти простые числа вида k · 2n + 1 для каждого из оставшихся значений k, то тем самым гипотеза Селфриджа и Серпинского будет доказана. Однако не исключено, что гипотеза неверна, и одно (или даже несколько) из оставшихся чисел k является числом Серпинского. В этом случае участникам проекта не удастся отыскать простое число вида k · 2n + 1, и проект рано или поздно будет вынужден остановиться. При этом проведенные вычисления не могут служить доказательством принадлежности проблематичного числа k к числам Серпинского — её придется доказывать другими методами. Возможна также неудача проекта в связи с тем, что минимальное искомое значение n настолько огромно, что его невозможно найти при современном развитии компьютерной техники в разумные сроки, хотя такой вариант маловероятен и противоречит эвристическим оценкам на величину n.

## Текущий статус
На январь 2019 года:
- Найдено 12 из требуемых 17 простых чисел.
- Самое большое из найденных чисел, 10223 · 231172165 + 1, занимает 8-е место среди самых больших известных простых чисел и в то же время является самым большим известным простым числом, не являющимся числом Мерсенна[3].

Семнадцать значений k, а также значения двенадцати найденных простых чисел приведены в таблице:
| №  | k     | n         | Знаков k·2n+1 | Дата открытия      | Кто нашёл           |
| -- | ----- | --------- | ------------- | ------------------ | ------------------- |
| 1  | 4847  | 3321063   | 999744        | 15 октября 2005    | Richard Hassler     |
| 2  | 5359  | 5054502   | 1521561       | 6 декабря 2003     | Randy Sundquist     |
| 3  | 10223 | 31172165  | 9383761       | 31 октября 2016    | Péter Szabolcs      |
| 4  | 19249 | 13018586  | 3918990       | 26 марта 2007      | Константин Агафонов |
| 5  | 21181 | >31625000 | >9520000      | Поиск продолжается |                     |
| 6  | 22699 | >31625000 | >9520000      | Поиск продолжается |                     |
| 7  | 24737 | >31625000 | >9520000      | Поиск продолжается |                     |
| 8  | 27653 | 9167433   | 2759677       | 8 июня 2005        | Derek Gordon        |
| 9  | 28433 | 7830457   | 2357207       | 30 декабря 2004    | анонимный участник  |
| 10 | 33661 | 7031232   | 2116617       | 30 октября 2007    | Sturle Sunde        |
| 11 | 44131 | 995972    | 299823        | 6 декабря 2002     | deviced (никнэйм)   |
| 12 | 46157 | 698207    | 210186        | 27 ноября 2002     | Stephen Gibson      |
| 13 | 54767 | 1337287   | 402569        | 22 декабря 2002    | Peter Coels         |
| 14 | 55459 | >31625000 | >9520000      | Поиск продолжается |                     |
| 15 | 65567 | 1013803   | 305190        | 3 декабря 2002     | James Burt          |
| 16 | 67607 | >31625000 | >9520000      | Поиск продолжается |                     |
| 17 | 69109 | 1157446   | 348431        | 7 декабря 2002     | Sean DiMichele      |